# アイカ工業
アイカ工業株式会社（アイカこうぎょう、英: Aica Kogyo Company, Limited）は、化粧板などの建築材料・接着剤を製造、販売している企業である。本社を名古屋市中村区に置く。

## 概要
愛知時計電機の航空機用点火栓、航空機用安全硝子・強化硝子、接着剤の各事業を引き継ぎ、1936年に愛知化学工業として設立。1939年に発売した愛知無敵糊は国内初のユリア樹脂系接着剤であった。1960年に参入したメラミン化粧板で国内トップシェアを誇る化学メーカーで、メラミン化粧板を応用した建材、カウンター、壁材などの分野へも事業を拡大している。1975年に発売した壁面仕上げ用塗材「ジョリパット」は、塗り壁材の大手ブランドとして、住宅外壁や店舗・オフィス・教育文化施設の内外壁に採用されている。
1989年に発売したメラミン不燃化粧板「アイカセラール」はキッチンパネル市場でシェアNo.1の地位を築いている。2000年代以降はM&A等を活用した海外進出に注力しており、2022年3月期の海外売上高比率は49%超である。

## 沿革
- 1936年（昭和11年）10月 - 愛知時計電機から分離し、愛知化学工業株式会社として設立[2]。
- 1944年（昭和19年）3月 - 東洋製紙名古屋工場[7]を買収し、新川工場（現・名古屋工場、旧・本社工場）を設置。接着剤等の生産を開始[2]。
- 1949年（昭和24年）5月 - 名古屋証券取引所に上場[2]。
- 1962年（昭和37年）7月 - 東京証券取引所2部に上場[2]。
- 1966年（昭和41年）6月 - アイカ工業株式会社に商号変更[2]。
- 1986年（昭和61年）5月 - 東京・名古屋両証券取引所1部に上場[2]。
- 2001年（平成13年）10月 - アイカ販売株式会社を吸収合併[2]。
- 2002年（平成14年）10月 - アイカ中国株式会社を吸収合併[2]。
- 2005年（平成17年）4月 - 大日本色材工業株式会社を吸収合併[2]。
- 2008年（平成20年）
  - 4月14日 - 五洋インテックス株式会社と資本・業務提携。
  - 10月 - 西東京ケミックス株式会社を子会社化[2]。
- 2010年（平成22年）12月2日 - 五洋インテックス株式会社との資本・業務提携を解消。
- 2012年（平成24年）
  - 4月1日 - 子会社のガンツ化成株式会社を吸収合併[8]。
  - 12月28日 - フィンランドの接着剤メーカーDynea社の太平洋部門を買収[9]。
- 2014年（平成26年）4月 - 子会社のアイカ電子株式会社の全事業を吸収分割によりRITAエレクトロニクス株式会社およびRITAエレクトロプロダクツ株式会社に承継。同日、アイカエレテック株式会社をRITAエレクトロニクス株式会社に譲渡[2]。
- 2015年（平成27年）
  - 3月 - 子会社のアイカ電子株式会社を清算[2]。
  - 9月1日 - 昭和電工（現・レゾナック・ホールディングス）のフェノール樹脂事業を、同社の子会社であるアイカSDKフェノール株式会社が吸収分割により承継。同日、アイカSDKフェノール株式会社の全株式のうち85%を取得し子会社化[10]。
  - 10月1日 - 三菱マテリアル建材の押出成形セメント板事業、けい酸カルシウム板事業および多機能建材事業を承継する新設会社（アイカテック建材株式会社）を新設分割により設立。同日、アイカテック建材の全株式を取得し子会社化[11]。
- 2016年（平成28年）4月1日 - 子会社の株式会社アイホーを吸収合併[12]。
- 2017年（平成29年）
  - 9月30日 - アイカSDKフェノールの株式を追加取得し、完全子会社化[13]。
  - 10月1日 - アイカSDKフェノールを吸収合併[13]。
- 2018年（平成30年）
  - 1月 - 愛知県清須市から愛知県名古屋市のJPタワー名古屋に本社を移転し[14]、本社工場を名古屋工場に改称。
  - 1月16日 - TOBの成立より台湾の樹脂メーカー、エバモア・ケミカル・インダストリーの発行済株式のうち50.1%を取得し、子会社化[15][16]。
- 2020年（令和2年）6月23日 - 監査役会設置会社から監査等委員会設置会社に移行[2]。
- 2021年（令和3年）
  - 3月31日 - DICからフェノール樹脂事業の一部（接着剤用、摩擦材用、砥石用のフェノール樹脂事業）を譲受[17]。
  - 4月1日 - マレーシアのホットメルト接着剤メーカーアドテック・コンソリデイテッド社の株式のうち70%を取得し、子会社化[18]。
- 2022年（令和4年）7月 - 台湾愛克工業股份有限公司（台湾）の株式を取得し、子会社化。
- 2023年（令和5年）10月 - アイカ・アジア・パシフィック・ホールディング傘下のアイカタイケミカル社がタイのフェノール樹脂メーカー、クエン・ボン・テクノロジー社の全株式を取得し、子会社化[19]。

## 生産拠点

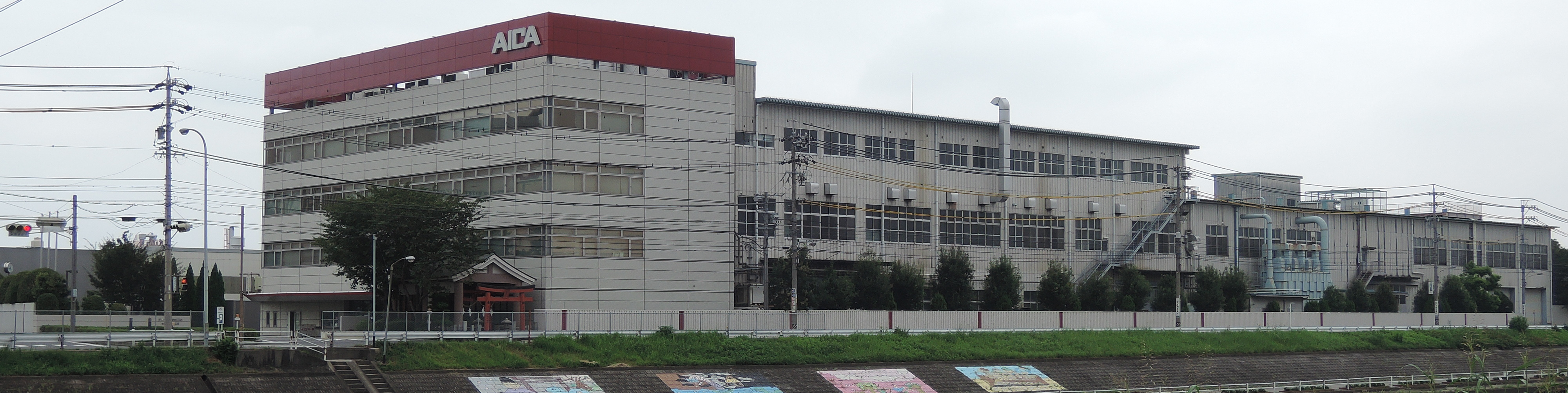
旧本社（清須市）

- 名古屋工場 - 愛知県清須市
- 甚目寺工場 - 愛知県あま市
- 福島工場 - 福島県岩瀬郡鏡石町
- 茨城工場 - 茨城県古河市
- 伊勢崎工場 - 群馬県伊勢崎市
- 丹波工場 - 兵庫県丹波市
- 広島工場 - 広島県三原市

## 歴代社長
- 鈴木摠一郎 - 1936年（昭和11年）10月20日～1958年（昭和33年）2月1日
- 川井臺平 - 1960年（昭和35年）1月28日～1973年（昭和48年）1月29日
- 中野寛孝 - 1973年（昭和48年）1月29日～1986年（昭和61年）12月8日
- 森龍三 - 1986年（昭和61年）12月8日～1997年（平成9年）6月27日
- 冨田章嗣 - 1997年（平成9年）6月27日～2005年（平成17年）6月24日
- 渡辺修 - 2005年（平成17年）6月24日～2010年（平成22年）6月23日
- 小野勇治 - 2010年（平成22年）6月23日～2022年（令和4年）3月31日
- 海老原健治 - 2022年（令和4年）4月1日～

## 関連会社
- アイカインテリア工業株式会社
- アイカハリマ工業株式会社
- 西東京ケミックス株式会社
- アイカテック建材株式会社 - 旧・三菱マテリアル建材
- アイカ・アジア・パシフィック・ホールディング社（シンガポール）　※化成品セグメント海外統括会社
- エバモア・ケミカル・インダストリー社（台湾）　※機能材料事業海外統括会社
- アイカ・アジア・ラミネーツ・ホールディング社（タイ）　※建装建材セグメント海外統括会社
- アイカンインドネシア社（インドネシア）
- テクノウッドインドネシア社（インドネシア）
- 昆山愛克樹脂有限公司（中国）
- 瀋陽愛克浩博化工有限公司（中国）
- アイカ・ラミネーツ・インディア社（インド）
- アイカ・ラミネーツ・ベトナム社（ベトナム）

- ソイス・メンディニ・インダストリアル・テクノロジー社（中国）
- ウィルソナート・タイ社（タイ）
- ウィルソナート・上海社（中国）
- ウィルソナート・アジア社（中国）
- アイカ・HPL・トレーディング社（ベトナム）
- 台湾アイカ社（台湾）
- マイカラミネート社（マレーシア）※非連結

## CM
2000年代から2010年代にかけて、松坂慶子『愛の水中花』を替え歌にしたテレビCMを放送していた。
2024年3月からは本社が所在する愛知県出身のモデル・生見愛瑠を起用した企業CM『知らなかったやるじゃナイカ』篇、『使⽤事例もいいじゃナイカ』篇、『変幻自在がいいんじゃナイカ』篇 を制作し放送をしている（前2篇はTVCMとして、後1篇はショールーム・展示会限定）。アイカ工業はBtoBの企業であるため、一般への知名度を高める目的があるとしている。

## アイカ現代建築セミナー
出典：
建築文化への貢献を意図して行われている企業メセナ活動。国内外の著名な建築家が講師に招かれ、住宅・環境・都市空間など幅広い分野にわたって講演を行う。入場は無料。人気のイベントの為、抽選になる場合が多い。過去には先着順で開催されていた回もあった。座席の一定数は必ず学生が当選する。基本的には1名の建築家が自身の建築作品についてその設計意図などを語るが、対談式の回、2名以上の講師が順番に講演を行いその後ディスカッションを行う回なども存在した。
一部の講演記録は文字起こしされ、ホームページで公開されている。第1回～10回の講演記録は｢時代の建築家｣、第11回～16回、特別講演、19回、20回の講演記録は｢時代の建築家Ⅱ｣という書籍として出版された（非売品）。

### アイカ現代建築セミナー開催履歴
| 回       | 講師 | 講演テーマ                                                                                      | 開催日         | 場所   |
| 第1回    | マイケル・グレイヴス                                                                                         | マイケル・グレイヴス 建築を語る                                                                 | 1983年7月22日  | 大阪   |
| 第1回    | マイケル・グレイヴス                                                                                         | マイケル・グレイヴス 建築を語る                                                                 | 1983年7月19日  | 東京   |
| 第2回    | 内井昭蔵 | 実践的設計術－現場の意味－                                                                      | 1983年10月15日 | 仙台   |
| 第3回    | 安藤忠雄 | 過程をとおして考える－六甲の集合住宅と九条の町屋について－                                      | 1983年12月15日 | 福岡   |
| 第4回    | 磯崎新 | ポストモダンの時代と建築                                                                        | 1984年5月1日   | 名古屋 |
| 第5回    | ハンス・ホライン                                                                                             | （ホライン・オン・ホライン）ホラインによるホラインの解体構築                                    | 1984年7月27日  | 大阪   |
| 第5回    | ハンス・ホライン                                                                                             | （ホライン・オン・ホライン）ホラインによるホラインの解体構築                                    | 1984年7月24日  | 東京   |
| 第6回    | 芦原義信 | 〈美しい町並みのために〉建築家は何をすべきか                                                    | 1984年10月5日  | 広島   |
| 第7回    | 黒川紀章 | 近代建築のどこが悪いのか                                                                        | 1985年2月14日  | 札幌   |
| 第8回    | 出江寛 | 伝統における放蕩無頼性と現代建築                                                                | 1985年4月18日  | 横浜   |
| 第9回    | シーザー・ペリ                                                                                               | プラクシスとしての建築                                                                          | 1985年7月18日  | 大阪   |
| 第9回    | シーザー・ペリ                                                                                               | プラクシスとしての建築                                                                          | 1985年7月16日  | 東京   |
| 第10回   | 谷口吉生 | 静かな建築                                                                                      | 1985年10月18日 | 静岡   |
| 第11回   | 槇文彦 | 近代建築の光と影                                                                                | 1986年2月17日  | 金沢   |
| 第12回   | 黒川紀章 | 国際様式から共生様式へ                                                                          | 1986年4月18日  | 名古屋 |
| 第13回   | マリオ・ボッタ                                                                                               | 私の設計手法／マリオ・ボッタ                                                                    | 1986年7月17日  | 大阪   |
| 第13回   | マリオ・ボッタ                                                                                               | 私の設計手法／マリオ・ボッタ                                                                    | 1986年7月15日  | 東京   |
| 第14回   | 宮脇檀 | 人間のためのディテール                                                                          | 1987年4月22日  | 新潟   |
| 第15回   | ピーター・アイゼンマン                                                                                       | 建築と装飾性の回帰                                                                              | 1987年7月20日  | 大阪   |
| 第15回   | ピーター・アイゼンマン                                                                                       | 建築と修辞的形象の問題                                                                          | 1987年7月17日  | 東京   |
| 第16回   | 原広司 | 建築の様相“田崎美術館・ヤマトインターナショナルをめぐって”                                      | 1987年10月8日  | 高松   |
| 第17回   | 高橋靗一 | 建築空間素材                                                                                    | 1988年2月12日  | 福岡   |
| 特別講演 | 丹下健三×堺屋太一                                                                                            | 21世紀の都市－世界の中の東京－                                                                  | 1988年4月20日  | 東京   |
| 第18回   | 槇文彦 | 建築設計の軌跡／スケッチ・モデル・コンストラクション                                            | 1988年7月22日  | 東京   |
| 第18回   | 安藤忠雄 | 「自作を語る」六甲のPART IからPART IIへ。六甲の教会から水の教会・水の劇場そしてつぎなる展開へ。 | 1988年7月20日  | 大阪   |
| 第19回   | 岡田新一 | 都市の道程                                                                                      | 1988年12月13日 | 広島   |
| 第20回   | レンゾ・ピアノ                                                                                               | ポンピドー・センターから関西国際空港へ                                                          | 1989年7月26日  | 大阪   |
| 第20回   | レンゾ・ピアノ                                                                                               | ポンピドー・センターから関西国際空港へ                                                          | 1989年7月25日  | 東京   |
| 第21回   | 内井昭蔵 | 建築と自然                                                                                      | 1989年9月21日  | 名古屋 |
| 第22回   | 黒川雅之 | すべては建築に還元する                                                                          | 1990年2月15日  | 横浜   |
| 第23回   | ジェイムズ・スターリング                                                                                     | ジェイムズ・スターリングの現在／シュトゥットガルト国立美術館以降の最近作を語る                  | 1990年7月19日  | 大阪   |
| 第23回   | ジェイムズ・スターリング                                                                                     | ジェイムズ・スターリングの現在／シュトゥットガルト国立美術館以降の最近作を語る                  | 1990年7月18日  | 東京   |
| 第24回   | 野村加根夫                                                                                                   | 現代に生きる数寄屋                                                                              | 1990年11月15日 | 仙台   |
| 第25回   | 鈴木エドワード                                                                                               | NATURE vs. FUTURE                                                                               | 1991年2月22日  | 京都   |
| 第26回   | リチャード・マイヤー                                                                                         | ARCHITECTURE TODAY                                                                              | 1991年8月1日   | 東京   |
| 第26回   | リチャード・マイヤー                                                                                         | ARCHITECTURE TODAY                                                                              | 1991年7月30日  | 大阪   |
| 第27回   | フィリップ・ジョンソン                                                                                       | Where Are We At? 我々は何処にいるか?                                                            | 1992年4月23日  | 東京   |
| 第28回   | 安藤忠雄 | 新たなる地平をめざして/創造の原点を語る                                                         | 1992年6月4日   | 東京   |
| 第29回   | 伊東豊雄 | ニュープロジェクトをめぐって                                                                    | 1992年10月23日 | 福岡   |
| 第30回   | ヴォルフ・D・プリックス                                                                                      | コープ・ヒンメルブラウと世界建築の関係                                                          | 1993年7月22日  | 大阪   |
| 第30回   | ヴォルフ・D・プリックス                                                                                      | コープ・ヒンメルブラウと世界建築の関係                                                          | 1993年7月21日  | 東京   |
| 第31回   | 宮本忠長 | まちづくりの条件と建築家の役割                                                                  | 1994年2月25日  | 広島   |
| 第32回   | スティーヴン・ホール                                                                                         | 現象としての建築をもとめて                                                                      | 1994年7月21日  | 大阪   |
| 第32回   | スティーヴン・ホール                                                                                         | 現象としての建築をもとめて                                                                      | 1994年7月20日  | 東京   |
| 第33回   | ニコラス・グリムショウ                                                                                       | Architecture, Technology & Humanity／建築家はテクノロジーをどのように使うか                     | 1995年7月21日  | 大阪   |
| 第33回   | ニコラス・グリムショウ                                                                                       | Architecture, Technology & Humanity／建築家はテクノロジーをどのように使うか                     | 1995年7月20日  | 東京   |
| 第34回   | 柳澤孝彦 | 建築の生命（いのち）                                                                            | 1995年11月19日 | 名古屋 |
| 第35回   | KPF A・ユージン・コーン ウィリアム・ペダーセン （パネリスト；堀池秀人）                                      | KPFの新世代－これからの都市をどうデザインしていくのか－Design Strategies for Tall Buildings     | 1996年7月18日  | 名古屋 |
| 第35回   | KPF A・ユージン・コーン ウィリアム・ペダーセン （パネリスト；堀池秀人）                                      | KPFの新世代－これからの都市をどうデザインしていくのか－Design Strategies for Tall Buildings     | 1996年7月17日  | 東京   |
| 第36回   | 山本理顕 | 建築は仮説に基づいてできている                                                                  | 1997年2月7日   | 大阪   |
| 第37回   | 石山修武 | AFTER CRISIS～1995年以降の建築について～                                                        | 1997年2月21日  | 福岡   |
| 第38回   | クリスチャン・ド・ポルザンパルク                                                                             | 都市の第三期（La Ville Age III）                                                                | 1997年7月17日  | 大阪   |
| 第38回   | クリスチャン・ド・ポルザンパルク                                                                             | 都市の第三期（La Ville Age III）                                                                | 1997年7月16日  | 東京   |
| 第39回   | 原広司 | 2つのフィールドワーク－新しい京都駅と宮城県図書館をめぐって－                                   | 1997年11月20日 | 名古屋 |
| 第40回   | 安藤忠雄 | 創造の可能性を探る                                                                              | 1998年2月18日  | 札幌   |
| 第41回   | 講師急病のため中止                                                                                           |                                                                                                 |                |        |
| 第42回   | 香山壽夫 | 人は何によって建てるのか～建築の秩序について～                                                  | 1998年11月19日 | 名古屋 |
| 第43回   | ジャック・ヘルツォーグ                                                                                       | Herzog & de Meuron's New Works－ドミナス・ワイナリーからテートギャラリーのプロジェクトまで－    | 1999年7月22日  | 大阪   |
| 第43回   | ジャック・ヘルツォーグ                                                                                       | Herzog & de Meuron's New Works－ドミナス・ワイナリーからテートギャラリーのプロジェクトまで－    | 1999年7月21日  | 東京   |
| 第44回   | 妹島和世 | 近作について                                                                                    | 1999年11月25日 | 名古屋 |
| 第45回   | バーナード・チュミ                                                                                           | VECTORS AND ENVELOPES／ベクトル アンド エンベロップ                                             | 2000年7月18日  | 東京   |
| 第45回   | バーナード・チュミ                                                                                           | VECTORS AND ENVELOPES／ベクトル アンド エンベロップ                                             | 2000年7月17日  | 大阪   |
| 第46回   | 青木淳 | 最近の仕事                                                                                      | 2001年2月14日  | 福岡   |
| 第47回   | 内藤廣 | 新しい建築に向けて                                                                              | 2001年3月15日  | 札幌   |
| 第48回   | ピーター・ズントー                                                                                           | 「THE BEAUTY OF THE REAL/ザ・ビューティ・オブ・ザ・リアル」                                     | 2001年7月25日  | 東京   |
| 第48回   | ピーター・ズントー                                                                                           | 「THE BEAUTY OF THE REAL/ザ・ビューティ・オブ・ザ・リアル」                                     | 2001年7月24日  | 大阪   |
| 第49回   | アレハンドロ・ザエラ・ポロファーシッド・ムサビ （パネリスト：アラン・バーテン）                              | 「FOA Recent Work-FOA 最近の仕事-」                                                             | 2002年2月28日  | 横浜   |
| 第50回   | ヴィニー・マース／MVRDV                                                                                      | UNIVERSAL CITIES ユニバーサル･シティーズ                                                        | 2002年7月19日  | 大阪   |
| 第50回   | ヴィニー・マース／MVRDV                                                                                      | UNIVERSAL CITIES ユニバーサル･シティーズ                                                        | 2002年7月18日  | 東京   |
| 第51回   | 隈 研吾 | 建築の環境化は可能か                                                                            | 2003年3月14日  | 名古屋 |
| 第52回   | ドミニク・ペロー                                                                                             | TISSUS/建築のしなやかな解放                                                                     | 2003年9月4日   | 東京   |
| 第52回   | ドミニク・ペロー                                                                                             | TISSUS/建築のしなやかな解放                                                                     | 2003年9月2日   | 大阪   |
| 第53回   | 古谷誠章 | 「空間・時間・人間 －時間と人間が建築をつくるー」                                               | 2004年2月19日  | 広島   |
| 第54回   | SOM（Skidmore, Owings, & Merrill） デイビッド・M・チャイルズ クレイグ・W・ハートマン ムスタファ・K・アバダン | "Light and Shadow, recent explorations at SOM" 「光と影 SOMの新たなる模索」                     | 2004年7月22日  | 大阪   |
| 第54回   | SOM（Skidmore, Owings, & Merrill） デイビッド・M・チャイルズ クレイグ・W・ハートマン ムスタファ・K・アバダン | "Light and Shadow, recent explorations at SOM" 「光と影 SOMの新たなる模索」                     | 2004年7月21日  | 東京   |
| 第55回   | ジャン・ヌーヴェル                                                                                           | 近作を語る                                                                                      | 2006年6月30日  | 大阪   |
| 第55回   | ジャン・ヌーヴェル                                                                                           | 近作を語る                                                                                      | 2006年6月28日  | 東京   |
| 第56回   | ラファエル・モネオ×槇文彦                                                                                    | デザインプロセスについて                                                                        | 2007年7月12日  | 大阪   |
| 第56回   | ラファエル・モネオ×槇文彦                                                                                    | デザインプロセスについて                                                                        | 2007年7月10日  | 東京   |
| 第57回   | セシル・バルモンド＋伊東豊雄                                                                                 | New Organisation                                                                                | 2008年7月2日   | 大阪   |
| 第57回   | セシル・バルモンド＋伊東豊雄                                                                                 | New Organisation                                                                                | 2008年7月1日   | 東京   |
| 第58回   | 妹島和世 | 環境と建築                                                                                      | 2012年7月13日  | 東京   |
| 第58回   | 西沢立衛 | 近作について                                                                                    | 2012年7月5日   | 大阪   |
| 第59回   | 安藤忠雄 | 生き残りを賭けて                                                                                | 2013年7月26日  | 大阪   |
| 第59回   | 安藤忠雄 | 生き残りを賭けて                                                                                | 2013年7月25日  | 東京   |
| 第60回   | 隈研吾 | 小さな建築                                                                                      | 2014年7月25日  | 大阪   |
| 第60回   | 隈研吾 | 小さな建築                                                                                      | 2014年7月17日  | 東京   |
| 第61回   | 坂茂 | 作品づくりと社会貢献の両立を目指して                                                            | 2015年7月16日  | 東京   |
| 第62回   | 伊東豊雄 | この場所にしかない建築                                                                          | 2016年7月11日  | 東京   |
| 第62回   | 伊東豊雄 | この場所にしかない建築                                                                          | 2016年7月8日   | 大阪   |
| 第63回   | 安藤忠雄 | 新たなる挑戦                                                                                    | 2017年10月27日 | 東京   |
| 第63回   | 安藤忠雄 | 新たなる挑戦                                                                                    | 2017年10月19日 | 大阪   |
| 第64回   | 内藤廣 | 転換期の建築美学                                                                                | 2018年11月1日  | 大阪   |
| 第64回   | 内藤廣 | 転換期の建築美学                                                                                | 2018年10月26日 | 東京   |
| 第65回   | マー・ヤンソン                                                                                               | 近作について                                                                                    | 2019年9月26日  | 大阪   |
| 第65回   | マー・ヤンソン                                                                                               | 近作について                                                                                    | 2019年9月24日  | 東京   |